# Fascia di Toldt
La Fascia di Toldt (o Fascia Retrocolica) è una struttura fasciale appartenente al complesso fasciale renale.
Origina dalla fusione del foglietto destro del mesocolon embrionale con il foglietto sinistro del mesentere del duodeno embrionale. Separa il colon e il mesocolon dal rene, dall'uretere e dai vasi genitali coperti dal foglietto anteriore della fascia renale con cui si fonde. Lateralmente al duodeno e al pancreas, la fascia di Toldt è indistinguibile dal foglietto anteriore della fascia renale.